# Verde Canyon Railroad
Le Verde Canyon Railroad est un chemin de fer reliant en 4 heures Clarkdale (où se trouve son propre musée) à Perkinsville dans l'Arizona en parcourant la Verde et en passant par les forêts nationales de Prescott et de Coconino. Il transporte environ 100 000 passagers par an.